# 孔氏乡
孔氏乡，是中华人民共和国山西省晋中市昔阳县下辖的一个乡镇级行政单位。

## 行政区划
孔氏乡下辖以下地区：
孔氏村、活利坡村、南营村、丁峪村、山上村、杓铺村、李家庄村、朱石铺村、洪泉村、马蟾岩村、三教河村、里沙瑶村、刀把口村、郝家村、方台村、九龙关村、松树岩村、小腰咀村、务种村、王寨村和三泉村。